# Steve Barron
Steve Barron, född 4 maj 1956 i Dublin, är en irländsk regissör. Han har regisserat för både film och TV, men han är främst känd för att ha skapat en rad klassiska musikvideor, till exempel Michael Jacksons "Billie Jean", A-has "Take on Me" och The Human Leagues "Don't You Want Me". 

## Musikvideor
- A-ha – "Take On Me" (1985), "The Sun Always Shines on T.V." (1985), "Hunting High and Low" (1986), "Cry Wolf" (1986), "Manhattan Skyline" (1987), "The Living Daylights" (1987), "Crying in the Rain" (1990), "Butterfly, Butterfly" (2010)
- Adam and the Ants – "Antmusic" (1980)
- Bryan Adams – "Cuts Like a Knife" (1983), "Run to You" (1984), "Heaven" (1985), "Summer of '69" (1985)
- Culture Club – "God Thank You Woman" (1986)
- David Bowie – "As The World Falls Down" (1986) "Underground" (1986)
- Def Leppard – "Let's Get Rocked" (1992)
- Dire Straits – "Money for Nothing" (1985), "Calling Elvis" (1990), "Heavy Fuel" (1991)
- Dolly Parton – "Potential New Boyfriend" (1983)
- Eddy Grant – "Electric Avenue" (1982), "I Don't Wanna Dance" (1982), "Living on the Front Line" (1983)
- Fleetwood Mac – "Hold Me" (1982)
- Fun Boy Three – "It Ain't What You Do...." (1982)
- Heaven 17 – "Penthouse and Pavement" (1981), "Let Me Go" (1982), "Temptation" (1983)
- The Human League – "Don't You Want Me" (1981), "Love Action" (1981), "(Keep Feeling) Fascination" (1983)
- The Jam – "Strangetown" (1978), "When You're Young" (1979), "Going Underground" (1979), "Dreams of Children" (1979)
- Joe Jackson – "Steppin' Out" (1982), "Real Men" (1982), "Breaking Us in Two" (1982)
- Level 42 - "Heaven in My Hands" (1988)
- Madonna – "Burning Up" (1983)
- Michael Jackson – "Billie Jean" (1983)
- Natalie Cole & Nat King Cole – "Unforgettable" (1991)
- Orchestral Manoeuvres in the Dark – "Maid of Orleans" (1982)
- Paul McCartney – "Pretty Little Head" (1986)
- Rod Stewart - "Baby Jane" (1983)
- Secret Affair – "Time for Action" (1979), "My World" (1980), "Sound of Confusion" (1980)
- Sheena Easton - "For Your Eyes Only" (1981), "Telephone" (1983)
- Simple Minds – "Promised You a Miracle" (1982)
- Skids - "Iona" (1981)
- Styx – "Haven't We Been Here Before" (1983)
- Supertramp – "Cannonball" (1985), "Better Days" (1986)
- Tears for Fears – "Pale Shelter" (1983)
- Toto – "Africa" (1982), "Rosanna" (1982), "Stranger in Town" (1984)
- ZZ Top – "Rough Boy" (1986), "Sleeping Bag" (1986)